# Maria Àngels Feliu Bassols
Maria Àngels Feliu Bassols   (Olot, 1958) és una farmacèutica catalana, filla d'un important industrial de la mateixa població. És coneguda per haver estat segrestada durant 492 dies, entre el 20 de novembre de 1992 i el 27 de març de 1994. És el segrest més llarg que hi ha hagut a Espanya sense motius terroristes.

## El segrest
Divendres 20 de novembre de 1992, després de tancar la seva farmàcia, a Olot, i prendre una copa amb la seva germana, va ser acorralada per tres o quatre persones en un aparcament subterrani i obligada a pujar a un cotxe. Va ser transportada al maleter de dos cotxes i portada a Sant Pere de Torelló (Osona), al seu amagatall, que era un petit armari humit d'1,60 metres d'alt, 1,50 d'ample i 1,60 de profunditat. A l'armari, només hi tenia un matalàs i les primeres set setmanes, les va passar sense llum. Els primers dies, segons va explicar posteriorment la farmacèutica, els va passar sense menjar.
Al moment de ser segrestada, Feliu tenia tres fills d'entre dos i cinc anys. En rebre la notícia del seu segrest, la notícia va causar un gran impacte i gran part del país va seguir l'evolució del segrest fins al dia del seu alliberament. Els mitjans de comunicació en parlaren des del primer moment. Durant les primeres informacions rebudes, es va saber que els segrestadors demanaven 200 milions de pessetes pel seu rescat.
Passats 492 dies, l'encarregat de vigilar la farmacèutica, Sebastià Comas, que es feia anomenar Iñaki, va deixar-la en llibertat a una gasolinera de Lliçà de Vall (Vallès Oriental), amb dues monedes de 100 pessetes i una de 25. Allà, Feliu va comprar una Coca-cola i va fer una trucada per anunciar el seu alliberament.
Cinc persones van ser condemnades pel segrest de Maria Àngels Feliu: Antoni Guirado, expolicia municipal d'Olot; Ramon Ullastre, exvigilant de Sant Pere de Torelló; Montserrat Teixidor, dona de Ramon Ullastre; Josep Lluís Paz García, Pato, i Sebastià Comas Baroy, àlies Iñaqui, l'home que la va alliberar després de 492 dies de captiveri. Els segrestadors van ser detinguts, jutjats i condemnats a penes d'entre 5 i 17 anys de presó. El 20 de novembre de 2009, coincidint amb el 17è aniversari del segrest, Sebastià Comas va sortir en llibertat absoluta després d'haver complert més de 8 anys de presó.